# Teresa Weatherspoon
Teresa Gaye Weatherspoon (* 8. Dezember 1965 in Pineland, Texas, Vereinigte Staaten) ist eine ehemalige professionelle Basketball-Spielerin. Sie spielte für die New York Liberty und die Los Angeles Sparks in der Women’s National Basketball Association als Point Guard. Von 2009 bis 2014 war sie die Cheftrainerin der Lady Techsters an der Louisiana Tech University.
Weatherspoon wurde 2010 in die Women’s Basketball Hall of Fame und 2019 in die Naismith Memorial Basketball Hall of Fame aufgenommen.

## Karriere als Spielerin

### College
Weatherspoon spielte für die Lady Techsters, das NCAA-Damen-Basketballteam der Louisiana Tech University. 1988 gewann sie mit den Lady Techsters die NCAA Division I Basketball Championship.

### WNBA (1997 bis 2004)
Teresa Weatherspoon wurde 1997 im ersten WNBA Draft von den New York Liberty als zehnte Spielerin insgesamt ausgewählt. In der Saison 1997 und 1998 wurde sie zur Defensive Player of the Year gewählt. Weatherspoon konnte nicht nur individuelle Erfolge feiern, sie erreichte mit den New York Liberty vier Mal das WNBA-Finale, wo sie aber mit den Liberty drei Mal an den Houston Comets und ein Mal an den Los Angeles Sparks scheiterte. Nach der Saison 2003 verlängerten die New York Liberty ihren Vertrag nicht, somit unterschrieb sie einen Einjahresvertrag bei den Los Angeles Sparks. Zum Ende der Saison 2004 erklärte Weatherspoon im Alter von 39 Jahren ihren Rücktritt vom Leistungssport.
Sie wurde für ihre Leistungen in der WNBA 2006 bei der Wahl des WNBA All-Decade Team geehrt. Sie zählte zwar nicht zu den zehn direkt in das Team gewählten Spielerinnen, wurden aber neben vier weiteren Spielerinnen mit dem Zusatz „Honorable mention“ geehrt. Dafür wurde sie für ihre Leistungen in der WNBA zum 15-jährigen Jubiläum der Liga im Jahr 2011 zu den WNBA's Top 15 Players of All Time gewählt.

### Europa (1993 bis 1997)
Für einige Jahre war sie auch für Vereine in Russland und Italien aktiv.

### International (1988 bis 1992)
Weatherspoon holte mit dem US-amerikanischen Damen-Basketballteam bei den Olympischen Spielen 1988 in Seoul die Goldmedaille. Des Weiteren gewann sie mit dem US-amerikanischen Damen-Basketballteam bei den Olympischen Spielen 1992 in Barcelona die Bronzemedaille.

## Karriere als Trainerin (seit 2007)
2007 war Weatherspoon die Cheftrainerin der Westchester Phantoms. Im April 2008 wurde sie Teil des Trainerstabs der Lady Techsters von der Louisiana Tech University. Im Februar 2009 übernahm sie interimsmäßig das Amt der Cheftrainerin. Am 2. April wurde sie dann schließlich zur offiziellen Cheftrainerin der Mannschaft ernannt.

## Privates
Teresa Weatherspoon ist die Großcousine des American-Football-Spielers Sean Weatherspoon.